# Eugène Chaboud
Pour les articles homonymes, voir Chaboud.

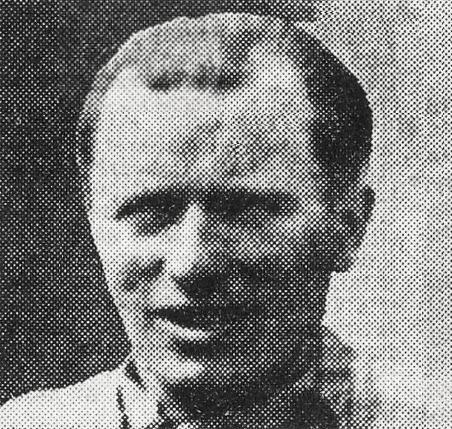
Eugène Chaboud en 1938.

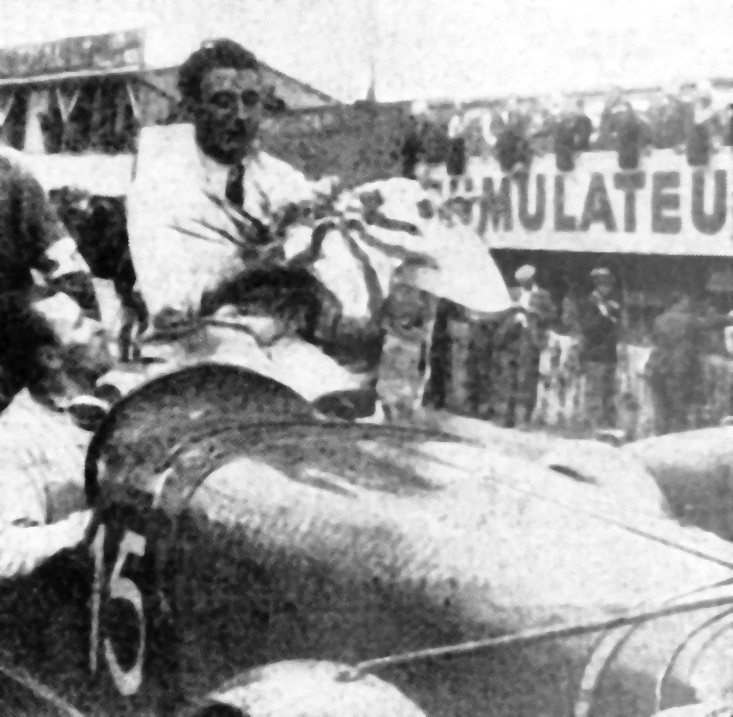
Eugène Chaboud (G) et Jean Trémoulet (D), vainqueurs 1938 des 24 Heures du Mans, sur Delahaye 135CS.

Eugène Chaboud, né le 12 avril 1907 à Lyon et mort le 28 décembre 1983 à Montfermeil, est un pilote automobile français.

## Biographie
Eugène Chaboud commence sa carrière sportive dans l’athlétisme. Sa rencontre de Jean Trémoulet lui fait découvrir le sport automobile. Il se met à disputer plusieurs épreuves dans plusieurs disciplines : Grand-Prix, Formule 1 et 2, course d’endurance et rallye. Il dispute sa première épreuve en 1936 sur le circuit du Comminges, à Saint Gaudens sur sa Delahaye 135 Sport, mais il est contraint à l'abandon. Plus tard on retrouvera le binôme Chaboud/Trémoulet sur plusieurs circuit en 1937 : aux 24 heures du Mans (abandon), au Grand Prix de l’ACF  (6e place), au Grand Prix de la Marne (6e place). En 1938, l’équipage Chaboud/Trémoulet remporte les 24 heures du Mans. Le cœur n’y est cependant plus, à cause d'un différent pendant l’épreuve. À la course suivante, aux 24 heures de Spa, la rupture est consommée, ils abandonnent et se séparent. 
Jean Trémoulet fait ensuite équipe avec Roger Loyer. Eugène Chaboud, lui continue en solitaire (il avait déjà fini deuxième de la Coupe d'Automne, puis de celle du Printemps, en 1937 sur Delahaye 135 CS). Il dispute des rallyes, gagnant ainsi celui de Chamonix (sur Lancia). Il participe aux 24 heures du Mans avec Yves Giraud-Cabantous (abandon), puis termine le Grand Critérium international de tourisme Paris-Nice en tête pour sa dernière édition, cinq mois avant la déclaration de guerre, sur Delahaye Type 135.
Au départ des Allemands de Paris, une série d’épreuves est organisée sur le circuit du Bois de Boulogne. Eugène Chaboud ressort sa vieille Delahaye 135, il participe à la Coupe des prisonniers, il finit 3e. L’année suivante, en 1946, il obtient une 3e place au GP de Nice, une autre au GP du Forez et une troisième au Circuit des Trois Villes du Nord. Il remporte même le GP de Belgique dans la catégorie Sport avec sa vieille Delahaye 135.
Eugène Chaboud rejoint l’Écurie France. Il y rencontre Charles Pozzi. Au Grand Prix de Penya Rhin de 1946, on lui confie la Talbot monoplace que vient d’acquérir Paul Vallée. Il la mène à la victoire au Grand Prix du Roussillon et au Grand Prix de Marseille, en 1947. 
Eugène Chaboud et Charles Pozzi fondent alors l’Écurie Lutecia. Charles Pozzi met sa Talbot 4,5 l à la disposition de Chaboud. Celui-ci remporte le championnat de France des conducteurs. Il place la voiture à la 3e place au Grand Prix de Paris, à la 4e place au GP des Nations à Genève, à la 7e place au GP de Monaco. Cette même année, 1948, Eugène Chaboud passe sous les couleurs de l’Écurie Mundia Course à quatre reprises pour courir sur une Talbot T26C.
En 1949, il rejoint l’Écurie Rosier et la Scuderia Diemex, qui lui offre un volant d’une Maserati 4CL ainsi qu’à Jean Behra, Chaboud participe à plusieurs GP et se place à la  6e  au GP de France. Il participe aux 24 Heures du Mans avec Pozzi, mène la course pendant un temps mais la Delahaye prend feu. Il participe en 1950 au nouveau championnat du monde des conducteurs. L’usine Talbot lui propose de disputer le Grand Prix de Belgique sous ses couleurs car le pilote officiel, Eugène Martin, a été très grièvement blessé sur le circuit de Bremgarten. Au Grand Prix de France, il relaie Philippe Étancelin, brûlé par des projections d’huile bouillante et termine à la 5e place. Après avoir participé aux 24 Heures du Mans avec Lucien Vincent en 1951, il retrouve Charles Pozzi pour participer à la classique mancelle en 1952. Il crée l’Écurie Chaboud pour faire courir sa Talbot personnelle au GP de l’ACF, qu’il terminera à la 8e place. Victime d’un grave accident au Mans en 1952, il s’éloigne des circuits, pour ne faire que de rares apparitions telles qu’au Boreham International Trophy en 1952 qu’il finit à la 8e place sur la Talbot T26 de l’Écurie Rosier. Il s'agit de sa dernière participation à un Grand Prix. En 1953, il participe au rallye Monte-Carlo de 1953, ce qui constitue sa dernière course.

## Résultats en championnat du monde de Formule 1
| Saison | Écurie                            | Châssis                              | Moteur            | Pneus  | GP disputés | Points inscrits | Classement |
| ------ | --------------------------------- | ------------------------------------ | ----------------- | ------ | ----------- | --------------- | ---------- |
| 1950   | Écurie Lutetia Philippe Étancelin | Talbot-Lago T26C Talbot Lago T26C-DA | Talbot 6 en ligne | Dunlop | 2           | 1               | 22e        |
| 1951   | Eugène Chaboud                    | Talbot-Lago T26C-GS                  | Talbot 6 en ligne | Dunlop | 1           | 0               | Nc.        |

## Résultats hors-championnat du monde de Formule 1
Epreuves pour lesquelles le classement a été de cinquième, ou mieux. 
| Catégorie | Date     | Epreuve                                | Ecurie         | Auto                   | Position |
| --------- | -------- | -------------------------------------- | -------------- | ---------------------- | -------- |
| Réglt A-G | mai-37   | Coupe des Printemps                    | Privé          | Delahaye 135CS         | 2        |
| Réglt A-G | sept.-37 | Coupe d´Automne                        | Privé          | Delahaye 135CS         | 2        |
| Réglt A-G | juin-38  | 16e Grand Prix des 24 heures du Mans   | Privé          | Delahaye 135CS         | 1        |
| Réglt A-G | sept.-38 | 12 heures de Paris                     | Privé          | Delahaye 135CS         | 4        |
| Réglt A-G | avr.-46  | 5e Grand Prix de Nice                  | Ecurie France  | Delahaye 135S          | 3        |
| Réglt A-G | mai-46   | 1er Grand Prix du Forez St Andrezieux  | Ecurie France  | Delahaye 135CS         | 3        |
| Sport     | juin-46  | Grand Prix de Bruxelles                | Privé          | Delahaye 135CS         | 1        |
| Réglt A-G | août-46  | 1er Circuit des Trois Villes Lille     | Ecurie France  | Delahaye 135CS         | 3        |
| Réglt A-G | sept.-46 | 3e Gran Premio del Valentino           | Ecurie France  | Delahaye 135CS         | 4        |
| Réglt A-G | avr.-47  | 2nd Grand Prix du Roussillon           | Ecurie France  | Talbot-Lago T26 MC     | 1        |
| Réglt A-G | mai-47   | 2nd Grand Prix Automobile de Marseille | Ecurie France  | Talbot-Lago T26 MC     | 1        |
| Réglt A-G | juil.-47 | 16e Grand Prix de la Marne             | Ecurie France  | Delahaye 135CS         | 4        |
| Réglt A-G | août-47  | 13e Grand Prix du Comminges            | Privé          | Talbot-Lago T26 MC     | 3        |
| Réglt A-G | sept.-47 | 34e Grand Prix de l´ACF                | Privé          | Talbot-Lago T150C      | 3        |
| Sport     | juin-46  | Grand Prix de Turin                    | Privé          | Delahaye 135CS         | 2        |
| Réglt A-G | nov.-47  | 4e Coupe du Salon                      | Privé          | Talbot-Lago T26 MD     | 2        |
| Réglt A-G | mai-48   | 2nd Grand Prix des Nations             | Privé          | Delahaye 135CS         | 4        |
| Réglt A-G | mai-48   | 2nd Grand Prix de Paris                | Ecurie Gersac  | Delahaye 135CS         | 3        |
| Formule 2 | juil.-48 | 2nd Coupe des Petites Cylindrées Reims | Ecurie Lutetia | Kling-Veritas RS - BMW | 3        |
| Réglt A-G | août-48  | 10e Grand Prix d´Albi                  | Ecurie Gersac  | Delahaye 135CS         | 5        |
| Réglt A-G | oct.-48  | 8e Circuito del Garda                  | Ecurie France  | Talbot-Lago T26C       | 5        |
| Formule 1 | juil.-50 | 37e Grand Prix de l´ACF                | Privé          | Talbot-Lago T26C-DA    | 5        |

Note: Réglt A-G, règlement d'avant-guerre, ancêtre de la Formule 1 actuelle